# Prachtstoottand
De prachtstoottand (Pictodentalium formosum) is een Scaphopodasoort uit de familie van de Dentaliidae. De wetenschappelijke naam van de soort is voor het eerst geldig gepubliceerd in 1850 door A. Adams & Reeve.

## Beschrijving
De beide schelpuiteinden zijn niet al te verschillend in wijdte en ook minder krom dan bij andere soorten. Deze kleurrijke schelp is bezet met overlangse ribben, ribbeltjes en dwarse kleurbanden (groeilijnen). Uit het smalle achtereinde steekt een klein, uitgerand pijpje naar buiten.

## Verspreiding en leefgebied
Deze soort komt voor aan de kusten van de Grote en Indische Oceaan.